# Faya-Largeau
Faya-Largeau é a capital da região de Borkou-Ennedi-Tibesti, sendo a maior cidade do norte do Chade. Em 1993, tinha uma população de aproximadamente 9. 867. Chamada originalmente de Faya, foi rebatizada como Largeau, por causa do Coronel francês Étienne Largeau. Após a independencia do Chade adotou o nome atual de Faya-Largeau.

## Economia
Devido a boas quantidades de reservas de aguas subterrâneas no abastecimento na cidade, a principal indústria é a agricultura, enquanto três lagos se encontram imediatamente a norte da cidade. 